# Oleschnja (Tschernihiw)
Oleschnja (ukrainisch und russisch Олешня) ist ein 1765 gegründetes Dorf im Norden der ukrainischen Oblast Tschernihiw mit etwa 800 Einwohnern (2023).

## Geografie
Oleschnja besitzt eine Bahnstation an der Bahnstrecke Homel–Tschernihiw und liegt am Ufer des 21 km langen Flüsschen Suchyj Wyr (Сухий Вир) 24 km nördlich vom ehemaligen Rajonzentrum Ripky und 63 km nördlich der Oblasthauptstadt Tschernihiw entfernt.

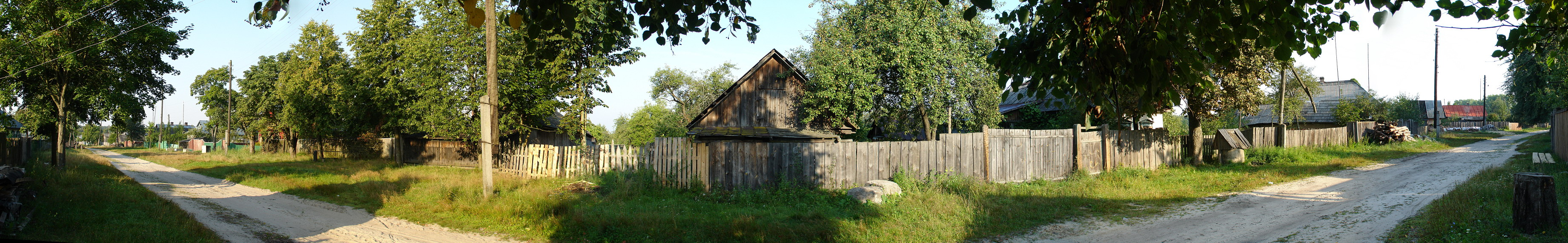
Dorfpanorama

Am 24. April 2019 wurde das Dorf ein Teil der neugegründeten Siedlungsgemeinde Dobrjanka, bis dahin bildete es zusammen mit den Dörfern Hrybowa Rudnja (Грибова Рудня), Oleksandriwka (Олександрівка) und Sawodske (Заводське) die gleichnamige Landratsgemeinde Oleschnja (Олешнянська сільська рада/Oleschnjanska silska rada) im Norden des Rajons Ripky.
Am 17. Juli 2020 kam es im Zuge einer großen Rajonsreform zum Anschluss des Rajonsgebietes an den Rajon Tschernihiw.

## Persönlichkeiten
Im Dorf kam die ukrainische Pädagogin, Sozial- und Bildungsaktivistin, Schriftstellerin, Historikerin, Anthropologin, Kunsthistorikerin, Literaturkritikerin und eine Gründerin der ukrainischen Frauenbewegung Sofija Rusowa (1856–1940) zur Welt.